# Heterometrus thorellii
Espèce
Synonymes
- Palamnaeus thorellii Pocock, 1892

Heterometrus thorellii est une espèce de scorpions de la famille des Scorpionidae.

## Distribution
Cette espèce est endémique de Birmanie. Elle se rencontre dans les régions de Bago, Magway, Mandalay, Sagaing et Yangon.

## Description
Heterometrus thorellii mesure de 90 à 120 mm

## Systématique et taxinomie
Cette espèce a été décrite sous le protonyme Palamnaeus thorellii par Pocock en 1892. Elle est placée en synonymie avec Heterometrus longimanus par Pocock en 1900 puis avec Heterometrus bengalensis par Couzijn en 1981. Elle est relevée de synonymie par Kovařík en 2004.

## Étymologie
Cette espèce est nommée en l'honneur de Tord Tamerlan Teodor Thorell.

## Publication originale
- Pocock, 1892 : « Descriptions of two new genera of scorpions, with notes upon some species of Palamnaeus. » Annals and Magazine of Natural History, sér. 6, vol. 9, p. 38–49 (texte intégral).